# 独仏年誌
『独仏年誌』（ドイツ語: Deutsch-Französische Jahrbücher）は、ドイツの思想家アーノルド・ルーゲとカール・マルクスとの編集によって、1844年2月、パリで創刊されたドイツ語の雑誌である。マルクス「ユダヤ人問題によせて」「ヘーゲル法哲学批判序説」、フリードリヒ・エンゲルス「国民経済学批判大綱」などが発表された。ルーゲとマルクスの意見の相違のため、最初の合冊をもって発行が中止された。